# Saboteur (jeu de société)
Pour les articles homonymes, voir Saboteur.
Saboteur est un jeu de société créé par Frédéric Moyersoen en 2004 et édité par Amigo. Il existe une deuxième version (Saboteur : Les mineurs contre-attaquent !).
Pour 3 à 10 joueurs, à partir de 10 ans pour environ 30 minutes.

## Principe général
Des nains partent à la recherche d'un trésor qui se cache sous l'une des trois positions possibles.
Une partie se déroule en trois manches d'environ 10 minutes chacune. Chaque joueur peut posséder un rôle (saboteur/chercheur d'or) à chaque manche.
Dans la version Saboteur : Les mineurs contre-attaquent !, les rôles sont saboteur, nain bleu, nain vert, boss, profiteur et géologue.

## Règle du jeu
On trouve la règle complète du jeu sur les sites ludiques de référence.

### But du jeu
Le but des non saboteurs est de trouver le trésor, les saboteurs doivent les en empêcher.
Les joueurs, qui peuvent être des saboteurs ou non, peuvent à chaque tour réaliser une des deux actions :
- faire avancer le chemin qui mène au trésor
- aider/entraver la marche des autres joueurs.

L'intérêt stratégique du jeu est pour les saboteurs de bloquer les autres sans se faire remarquer et pour les non saboteurs de gêner les autres et gagner ainsi la plus grosse part du butin.

### Matériel
- 110 cartes dont
  - 40 cartes Chemin
  - 27 cartes Action
  - 28 cartes Or

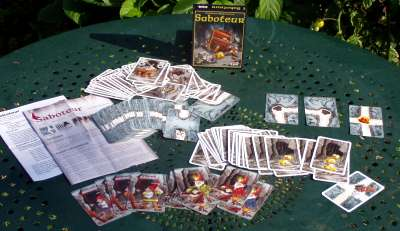
Aperçu des matériels du jeu.

  - 11 cartes Nain (7 chercheurs d'or + 4 Saboteurs)
  - 1 carte Départ
  - 3 cartes Arrivée
- une règle du jeu

### Mise en place
On aligne les trois cartes d'arrivée (deux pierres et une pépite d'or constituant l'objectif) avec un espace pour une carte entre deux. On laisse ensuite assez d'espace pour pouvoir disposer sept lignes de cartes chemins entre les cartes d'objectifs et une carte échelle que l'on pose.
Chaque joueur pioche une carte personnage et en prend connaissance, on peut soit être un nain, soit un saboteur. Ensuite, on distribue quatre à six cartes à chaque joueur, selon le nombre de joueurs.

### Déroulement
À tour de rôle, les joueurs peuvent, au choix :
- piocher une carte et en jouer une. Cela permet de poser une carte chemin ou bien d'utiliser une carte action : regarder l'une des cartes d'arrivée, casser ou réparer le matériel d'un joueur, échanger de rôle, créer un éboulement.
- défausser d'une à trois cartes pour en piocher autant.
- défausser deux cartes et en piocher une pour réparer son matériel sans avoir de carte spécifique.

### Fin de partie et vainqueur
La partie se termine lorsque la carte de la pépite d'or est retournée (et les nains gagnent), ou bien lorsqu'il n'y a plus de cartes dans la pioche (et les saboteurs gagnent). Les membres de l'équipe gagnante se répartissent un butin, qui dépend du nombre de gagnants. Au bout de trois manches, le joueur avec le plus gros butin gagne la partie.
Dans la version Saboteur : Les mineurs contre-attaquent !, le décompte des points prend plus de paramètres en compte :
- si le profiteur est en jeu, il gagne une partie du butin peu importe l'issue de la manche.
- si sur le chemin pour accéder à la pépite d'or il y a une porte colorée (bleue ou verte), seuls les nains de la couleur correspondante gagnent.
- le boss compte pour un nain vert et un nain bleu.
- le géologue gagne autant de butin que de cristaux dans la mine (symbole sur les cartes chemin).

## Récompense
- Prix du public du jeu de Saint-Herblain  2005